# 棘鱗海蛇屬
棘鱗海蛇屬（學名：Astrotia）是蛇亞目海蛇科下的一種有毒單型蛇屬，屬下只有棘鱗海蛇（Astrotia stokesii）一種海蛇，主要分布於中國廣東及台灣兩岸的南中國海、澳洲等海域。

## 地理分布
棘鱗海蛇主要分布於中台兩岸、印度西部沿岸、斯里蘭卡、泰國灣、馬來西亞、越南等海岸地區，與及菲律賓群島等東南亞海域。另外亦分布於印尼、新畿內亞的海岸。

## 外部連結
- （英文）TIGR爬蟲類資料庫：棘鱗海蛇